# Aeroporto Internazionale Aden Adde
L'Aeroporto Internazionale Aden Adde di Mogadiscio è il principale scalo della Somalia. Fu costruito dagli Italiani nel settembre 1926, ai tempi della Somalia italiana con l'arrivo della 36ª Squadriglia della Regia Aeronautica, e prese il nome dell'aviatore Enrico Petrella (Pavia, 18 agosto 1896 - Mogadiscio, 17 agosto 1921).
Al 1º febbraio 1935 era presente la 1ª Squadriglia ricognizione tattica (poi 1ª Squadriglia Ro.1 Somala) su 12 IMAM Ro.1 ed il XXV Gruppo di bombardamento, il 9 marzo successivo arriva l'8ª Squadriglia, nell'aprile 1935 il 7º Stormo, il 2 ottobre successivo la 107ª Squadriglia, dal 10 dicembre successivo la Brigata aerea mista dell'Aviazione della Somalia italiana e dal febbraio 1936 la 2ª Squadriglia seguita dal XLV Gruppo autonomo e dalla Squadriglia di Stato maggiore Somalia nell'ambito della Guerra d'Etiopia.
L'aeroporto, non più operativo dopo lo scoppio della guerra civile, nei primi anni Novanta, ha ripreso le sue funzioni nel giugno 2007, quando il Governo federale di transizione ha promosso la riapertura dello scalo intitolandolo alla memoria del primo Presidente della Repubblica Aden Abdullah Osman Daar.
L'Aden Adde International Airport è l'aeroporto internazionale della capitale Mogadiscio. Si trova a sud ovest della città, nel distretto di Waberi (lungo la costa dell'Oceano Indiano) e dispone di una pista.